# 坎伯蘭縣 (伊利諾伊州)
坎伯蘭縣（英語：Cumberland County）是美國伊利諾伊州東部的一個縣。面積899平方公里。根據美國2000年人口普查，共有人口11,253人。縣治托萊多（Toledo）。
成立於1843年3月2日，縣名紀念坎伯蘭國道。